# Рівнопілля (Пуховицький район)
Рівнопілля (біл. вёска Раўнаполле) — село в складі Пуховицького району Мінської області, Білорусь. Село підпорядковане Пережирській сільській раді, розташоване в центральній частині області.

## Відомі особи
Народився Крайко Олексій Іванович — Герой Радянського Союзу, один з широнінців.